# Mazepa (opera)
Mazepa o Mazeppa, è un'opera in tre atti e sei scene di Pëtr Il'ič Čajkovskij. Il libretto di Viktor Petrovič Burenin si basa sul poema Poltava di Aleksandr Sergeevič Puškin. Mazepa è una storia sanguinaria di folle amore, rapimenti, vendetta e intrighi politici. L'azione si svolge in Ucraina all'inizio del XVIII secolo; i protagonisti sono i personaggi storici Ivan Stepanovič Mazepa (1640–1709), Atamano dei Cosacchi ucraini, e Vasil' Kočubej (1640–1708), un ricco nobile e statista ucraino.

## Storia della composizione
L'opera fu composta tra giugno 1881 ed aprile 1883. Il libretto era basato sul poema di Puškin Poltava, che a sua volta si ispirava agli eventi storici della campagna di Poltava, una fase della grande guerra del nord, in cui lo zar Pietro il Grande sconfisse il re di Svezia Carlo XII. Čajkovskij era molto coinvolto da questa storia di amore tragico e tradimento politico. Il librettista Burenin si attenne al poema di Puškin, incorporandone ampi stralci, tuttavia il compositore non era molto soddisfatto del lavoro e apportò dei cambiamenti, aggiungendo altri versi del poeta. Vasilij Kandaurov contribuì al testo dell'aria di Mazepa della seconda scena del secondo atto.
Il libretto fu rivisto più volte, anche dopo la prima dell'opera, e venne aggiunto il personaggio di Andrej. La prima rappresentazione dell'opera ebbe luogo al teatro Bol'šoj di Mosca il 3 (15) febbraio 1884, sotto la direzione di Ippolit Al'tani; quattro giorni dopo andò in scena al teatro Mariinskij di San Pietroburgo, diretta da Eduard Napravnik.

## Trama
L'azione ha luogo in Ucraina all'inizio del XVIII secolo.

### Atto I
Scena prima La residenza di Kočubej sulle rive del Dnepr. Un gruppo di ragazze canta e getta nel fiume ghirlande di fiori. Arriva Marija e le ragazze le chiedono di unirsi a loro, ma lei non può rimanere perché a casa ci sono ospiti: è arrivato l'Atamano Ivan Mazepa. Il suo amico d'infanzia Andrej le rivela di essere da sempre innamorato di lei. Marija risponde che vorrebbe poterlo amare a sua volta, ma il destino non lo permette. Andrej corre via disperato. Vasil' Kočubej e Ljubov', i genitori di Marija, arrivano con i loro ospiti: subito iniziano canti e balli, tra cui il famoso hopak. Mazepa chiede a Kočubej la mano della figlia, ma egli è incredulo: Mazepa, oltre a essere molto vecchio, è anche padrino di Marija e la chiesa ortodossa non permetterebbe le nozze. Mazepa insiste e la situazione inizia a degenerare in uno scontro, quando Marija si mette in mezzo ai due e, tra la sorpresa generale, decide di seguire Mazepa, di cui è innamorata.
Scena seconda Una stanza in casa di Kočubej. Ljubov' piange la perdita della figlia, le donne di casa tentano invano di consolarla. Ljubov' le manda via e chiede a Kočubej di convincere i cosacchi a far guerra a Mazepa, ma egli ha un piano migliore: mentre erano ancora amici, Mazepa gli aveva accennato alla sua idea di stipulare un'alleanza con gli Svedesi per liberare l'Ucraina dal dominio di Pietro il Grande. D'accordo con Iskra, amico fidato di Kočubej, Andrej viene pertanto incaricato di portare allo zar il messaggio dell'imminente tradimento di Mazepa.

### Atto II
Scena prima Una segreta del castello di Mazepa, di notte. Il piano non è riuscito: Pietro il Grande non ha creduto alla delazione ed ha consegnato Kočubej a Mazepa. Sotto tortura, Kočubej ha reso una falsa confessione, incolpandosi di tutto ciò di cui veniva accusato. Arriva Orlik, uomo di fiducia di Mazepa: vuole sapere dove Kočubej ha nascosto i suoi tesori. Egli risponde di mandare Marija, che mostrerà loro ogni cosa, e di lasciarlo pregare prima dell'esecuzione, ma ciò non basta a Orlik, e la tortura ricomincia.
Scena seconda Una terrazza del castello di Mazepa, quella stessa notte. Mazepa pensa al terribile colpo che riceverà Marija quando saprà che cosa ha fatto al padre. Arriva Orlik: Kočubej non ha rivelato niente. L'esecuzione è fissata per l'alba e Mazepa manda Orlik a fare i preparativi. Arriva Marija che è scura in volto: perché Mazepa ultimamente passa così tanto tempo lontano da lei? Mazepa tenta di calmarla e dopo un po' ci riesce. Le rivela i suoi piani per ottenere l'indipendenza dell'Ucraina, in modo che egli diventerà re, e Marija regina. La mette poi alla prova su suo padre, chiedendole se tenga di più a suo marito o alla sua famiglia. Marija gli risponde dicendo che ha già lasciato tutto per lui, ed egli, rassicurato, se ne va. Arriva Ljubov', che supplica la figlia di intercedere presso Mazepa per salvare Kočubej. La ragazza, ignara di tutto, ha bisogno di un po' di tempo per capire cosa stia succedendo, poi, inorridita, sviene. Ljubov' la fa rinvenire e le due corrono via nell'estremo tentativo di supplicare Mazepa affinché risparmi la vita a Kočubej.
Scena terza Presso i bastioni della città. I poveri della città si radunano per assistere al supplizio. Un cosacco ubriaco canta una canzone allegra. Arrivano Mazepa ed Orlik, mentre Kočubej ed Iskra sono condotti al patibolo. Marija e Ljubov' giungono proprio nel momento in cui i due vengono decapitati. Ljubov' respinge Marija, che scoppia in lacrime.

### Atto III
Le rovine della dimora di Kočubej, nei pressi del campo di battaglia. La battaglia di Poltava è finita, Pietro ha sconfitto Mazepa e gli Svedesi. Andrej ha preso parte alla lotta, ma non è riuscito a trovare Mazepa. Mentre vaga sopraggiungono dei cavalieri e si nasconde. Mazepa e Orlik sono in fuga: l'Atamano, un tempo potente, ha perso tutto. Mazepa manda Orlik a preparare il campo ed Andrej esce allo scoperto e lo sfida: lo carica con la spada sguainata, ma Mazepa gli spara. Arriva Marija, completamente impazzita. Non riconosce Mazepa, che cerca di confortarla. Orlik torna avvertendo che le truppe si stanno avvicinando: Mazepa vorrebbe portare con sé Marija, ma Orlik si oppone, in quanto li rallenterebbe troppo. Mazepa a malincuore lascia Marija. Marija trova Andrej coperto di sangue, e grida al vedere sangue dappertutto. Il giovane si muove ancora e le chiede di guardarlo per l'ultima volta, ma Marija non capisce e gli canta una ninna nanna, credendolo un bambino. Andrej muore mentre Marija continua a cullarlo ed a cantare persa nel vuoto.

## Struttura dell'opera
- Introduzione

### Atto I
Scena prima
- 1 Coro delle fanciulle e scena
- 2 Scena, arioso di Marija e duetto
- 3 Scena
- 4 Coro e hopak
- 5 Scena e arioso di Mazepa
- 6 Scena del litigio

Scena seconda
- 7 Coro e lamentazione della madre
- 8 Finale

### Atto II
Scena prima
- 9 Scena della segreta

Scena seconda
- 10 Monologo di Mazepa, scena con Orlik e arioso di Mazepa
- 11 Scena di Mazepa con Marija
- 12 Scena dell'apparizione della madre

Scena terza
- 13 Scene popolari
- 14 Finale

### Atto III
- 15 Intermezzo: la battaglia di Poltava
- 16 Scena e arioso di Andrej
- 17 Scena e duetto
- 18 Scena: la comparsa di Marija impazzita
- 19 Finale e ninna nanna di Marija

### Strumentazione
L'organico dell'orchestra è il seguente:
- Archi: violini I, violini II, viole, violoncelli e contrabbassi
- Legni: ottavino, 3 flauti, 2 oboi, corno inglese, 2 clarinetti (in la e si bemolle), 2 fagotti
- Ottoni: 4 corni (in re e fa), 2 cornette (in la e si bemolle, 2 trombe,  3 tromboni tenori, tuba
- Percussioni: timpani, triangolo, tamburello basco, tamburo, piatti, grancassa
- Altro: arpa